# Peru Juniors 2014
Das Peru Juniors 2014 als bedeutendstes internationales Nachwuchsturnier von Peru im Badminton fand vom 18. bis zum 21. Februar 2014 in Lima statt.

## Sieger und Platzierte
| Disziplin    | Gold                             | Silber                       | Bronze                                            |
| ------------ | -------------------------------- | ---------------------------- | ------------------------------------------------- |
| Herreneinzel | Ygor Coelho                      | Rubén Castellanos            | Kenshin Shimabukuro                               |
| Herreneinzel | Ygor Coelho                      | Rubén Castellanos            | Diego Mini                                        |
| Dameneinzel  | Daniela Macías                   | Lohaynny Vicente             | Dánica Nishimura                                  |
| Dameneinzel  | Daniela Macías                   | Lohaynny Vicente             | Daniela Zapata                                    |
| Herrendoppel | José Guevara Kenshin Shimabukuro | Leonardo Isa Diego Mini      | Wilfer Quijada Jesús Sánchez                      |
| Herrendoppel | José Guevara Kenshin Shimabukuro | Leonardo Isa Diego Mini      | Lucio Coronato Dino Delmastro                     |
| Damendoppel  | Daniela Macías Dánica Nishimura  | Inés Castillo Paula La Torre | Damaris Ortiz Adriana Rivas                       |
| Mixed        | José Guevara Daniela Macías      | Rafael Dávila Daniela Zapata | Haward Chalen Aspiazu Maria Delia Zambrano Solano |
| Mixed        | José Guevara Daniela Macías      | Rafael Dávila Daniela Zapata | Diego Mini Chiara Carranza                        |